# 阿西娅·达马托
阿西娅·达马托（義大利語：Asia D'Amato，2003年2月7日—），意大利女子竞技体操运动员，2019年世界竞技体操锦标赛女子团体全能铜牌得主、2021年世界竞技体操锦标赛女子跳马银牌得主。